# 알파 붕괴
알파 붕괴(Alpha decay)는 방사성 감쇠의 일종이며, 원자핵이 알파 입자를 방출하면서 질량수가 4가 감소하고 또한 원자번호는 2가 감소하는 과정이다. 비교적 무거운 핵종(주로 원자번호 83 이상)에서 일어난다. 예시로 우라늄이 알파붕괴하여 토륨을 만든다.
일반적으로 {\displaystyle X}원소가 {\displaystyle Y}원소로 알파붕괴 하는 과정은 {\displaystyle {\ce {^{A}_{Z}X -> ^{A-4}_{Z-2}Y {+}^{4}_{2}He(\alpha)}}} 와 같이 표현되며, 이때 방출되는 운동에너지는 {\displaystyle Y}원소와 {\displaystyle \alpha }입자가 질량에 반비례하여 가지므로, 운동에너지 스펙트럼이 불연속적이다.
예를 들어 우라늄이 알파붕괴를 통해 토륨이 되는 과정은 다음과 같다.
{\displaystyle {}^{2}{}_{92}^{38}{\hbox{U}}\;\to \;{}^{2}{}_{90}^{34}{\hbox{Th}}\;+\;{}_{2}^{4}{\hbox{He}},}
이 과정은 다음과 같이 간략하게도 쓸 수 있다.
{\displaystyle {}^{238}{\hbox{U}}\;\to \;^{234}{\hbox{Th}}\;+\;\alpha .}
알파 입자(α)는 헬륨 핵이며, 전체 원자량 및 원자번호는 보존된다. 알파붕괴는 어미핵이 두 개의 딸핵으로 나뉘는 핵분열에서 필수적인 과정이다. 알파붕괴는 기본적으로 양자 터널링 과정이다. 베타붕괴와 알파붕괴가 동시에 일어나는 일부 방사성 물질에서는 헬륨 원자가 생겨난다.
대부분의 알파 입자는 대략 5 MeV의 에너지를 가지고 방출되며, 그 중의 98%는 운동 에너지이고, 환산하면 15,000 km/s 정도의 속도이다. 
지구에서 생산되는 헬륨의 대부분은 지하에 매장된 우라늄 및 토륨 등의 광물에서 알파붕괴로 인해 발생한 것이다. 발생 후에 일부는 천연가스 등에 녹아있다가(최대 7%의 부피) 분별증류와 같은 저온 분리 과정을 통해 부산물로 얻어진다.
헬륨은 지구 대기상에 오랫동안 머물러 있다가 서서히 우주 공간으로 빠져나간다. 이는 헬륨자체가 다른 원소와 화합물을 이룰 수 없고 매우 가벼워 지구 중력으로는 잡을 수 없기 때문이다.

## 같이 보기
- 베타 붕괴